# Strojnica włoska
Strojnica włoska (Graphosoma italicum) – gatunek pluskwiaka z podrzędu różnoskrzydłych i rodziny tarczówkowatych.

## Taksonomia

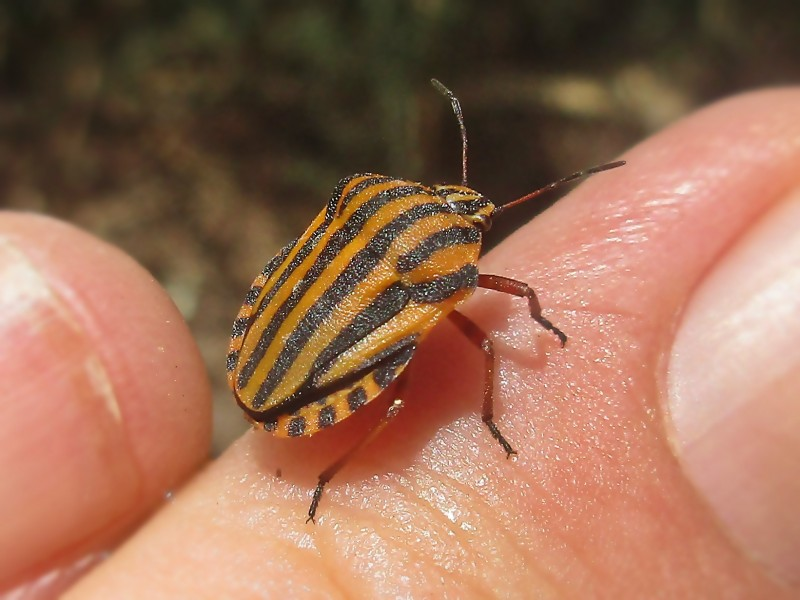
Osobnik dorosły podgatunku sardyńskiego

Gatunek ten opisany został po raz pierwszy w 1766 roku przez Otto Friedricha Müllera pod nazwą Cimex italicum. Przez dłuższy czas klasyfikowany był jako podgatunek strojnicy baldaszkówki (Graphosoma lineatum) lub synonimizowany z tymże gatunkiem. Jego klasyfikację zrewidował Roland Lupoli w 2017 roku na podstawie analizy molekularnej sekwencji kodujących oksydazę cytochromu c w mitochondrialnym DNA. Badania te wykazały, że G. italicum jest odrębnym gatunkiem, co więcej zajmującym większość zasięgu przypisywanego wcześniej G. lineatum – ta okazała się być ograniczona w swym zasięgu do Afryki Północnej i Sycylii. Analiza filogenetyczna wykazała, że gatunkiem siostrzanym dla strojnicy włoskiej jest wschodnioazjatycka G. rubrolineatum. W obrębie G. italicum wyróżniono dwa podgatunki:
- Graphosoma italicum sardiniensis Lupoli, 2017 – endemit Sardynii
- Graphosoma italicum italicum (O.F. Müller, 1766) – pozostała część zasięgu

## Morfologia
Pluskwiak o ciele długości od 8 do 12 mm, z wierzchu, włącznie z listewką brzeżną odwłoka czarno-czerwono paskowanym. Liczba czarnych pasków na głowie wynosi 2, na przedpleczu 6, a na tarczce cztery. Spód ciała jest jasnoczerwony z czarnymi plamkami. Czułki są czarne, rzadko czerwonawe.

## Ekologia i występowanie
Owad ten zasiedla biotopy łąkowe i ruderalne, w tym skraje lasów, leśne polany, przydroża, przytorza i ogrody. Jest fitofagiem. Żeruje na dużych przedstawicielach selerowatych, najczęściej na barszczu zwyczajnym, dzięglu leśnym, goryszu pagórkowym, marchwi zwyczajnej, pasternaku zwyczajnym i trybuli leśnej. Osobniki dorosłe są aktywne od maja do września, a zimę spędzają pod opadłymi liśćmi i w innych szczątkach roślinnych.
Gatunek palearktyczny, szeroko rozprzestrzeniony w Europie. W Polsce pospolity w całym kraju

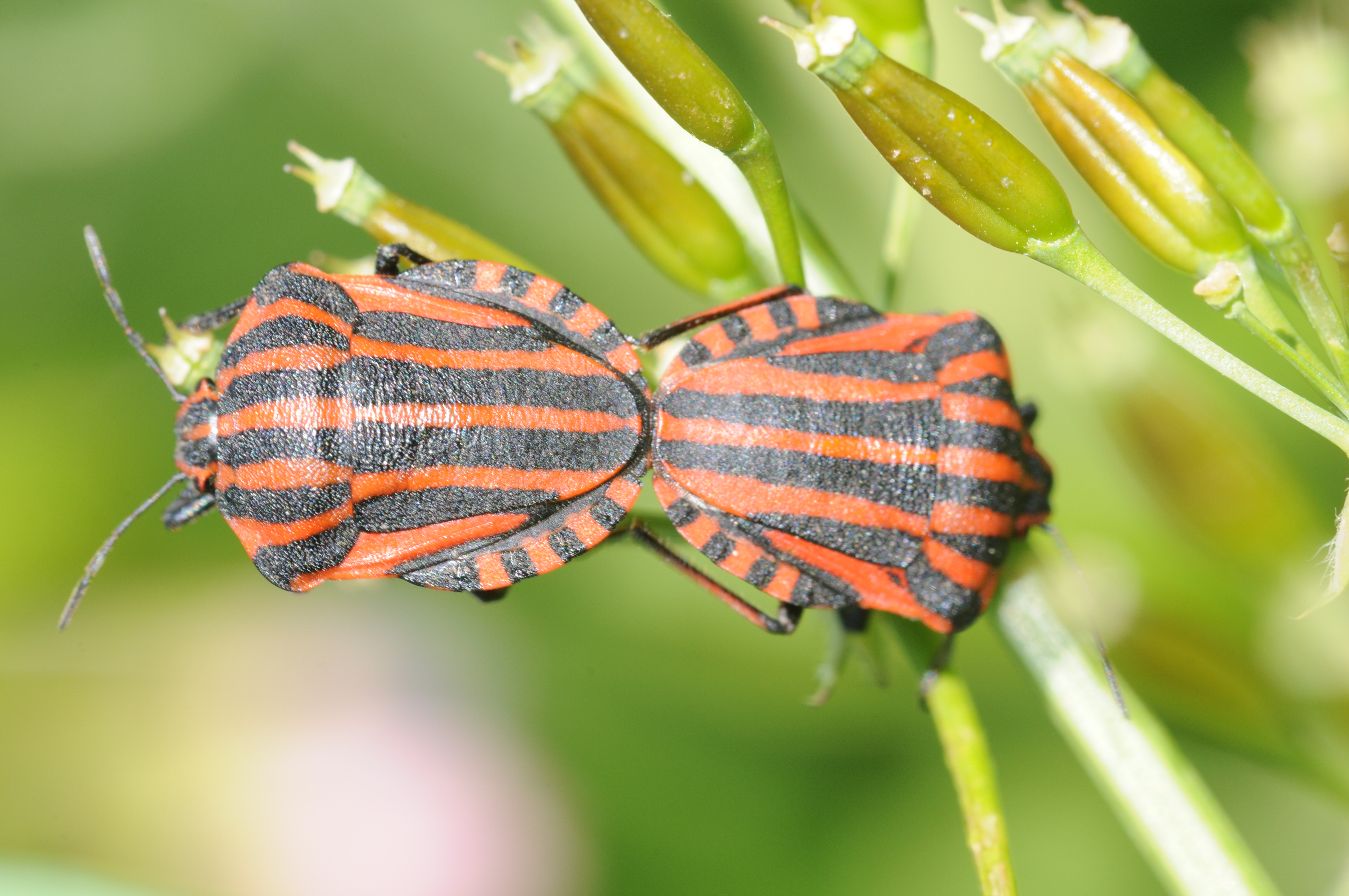
Kopulacja
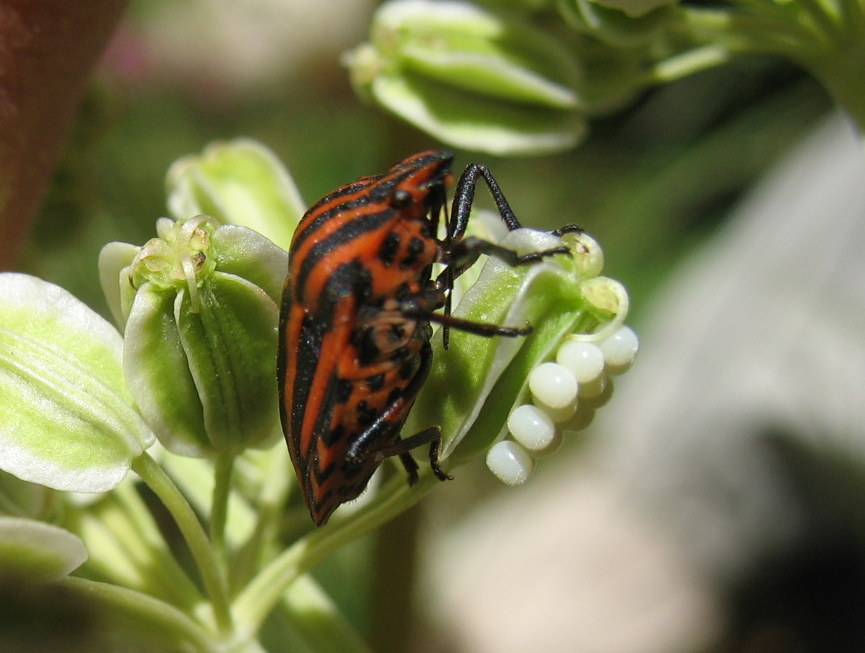
Samica strzegąca jaj
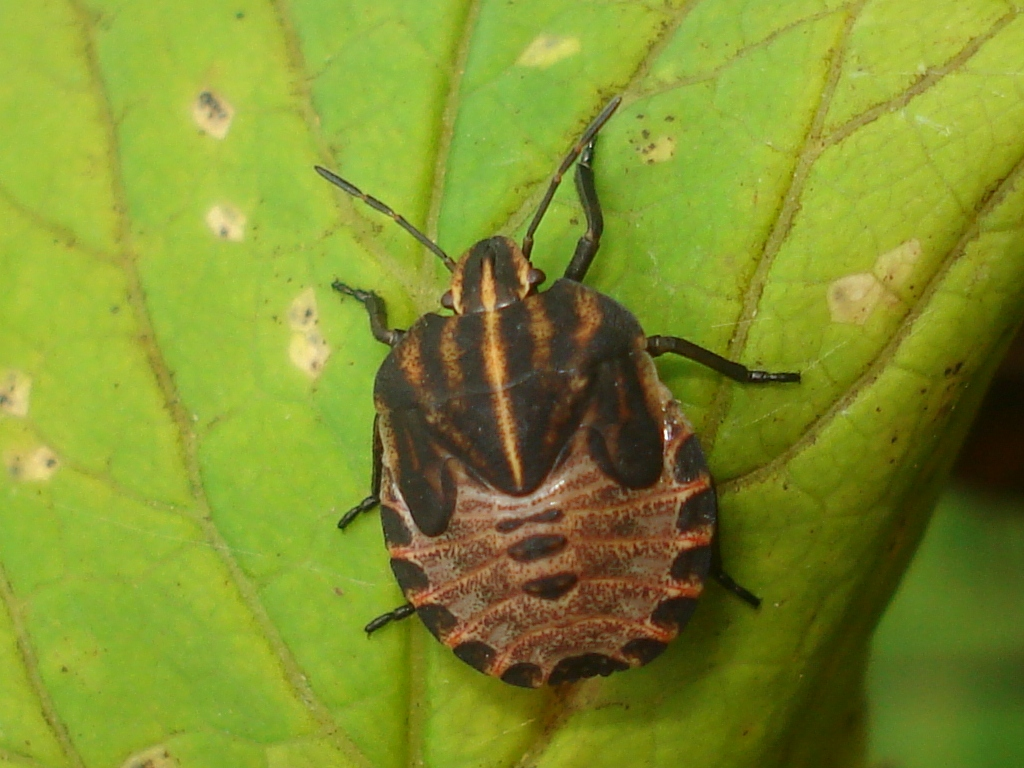
Larwa